# Daniel Oldrá
Daniel Walter „Gato” Oldrá (ur. 15 marca 1967 w Mendozie) – argentyński piłkarz występujący na pozycji środkowego obrońcy, trener piłkarski, od 2025 roku prowadzi Instituto.